# Sami Saapunki
Sami Saapunki (* 21. September 1994 in Kuusamo) ist ein ehemaliger finnischer Skispringer.

## Werdegang
Saapunki, der für den Verein Ounasvaaran Hiihtoseura startete, gab sein internationales Debüt bei FIS-Cup-Springen in seiner Heimatstadt Kuopio im Januar 2008. Bereits im zweiten Springen erreichte er als Neunter einen Platz unter den besten zehn. Im Juli und August des gleichen Jahres erreichte er zwei dritte Plätze bei Junioren-Springen in Hinterzarten und Zakopane. Ab Oktober 2008 startete Saapunki mit dem finnischen B-Kader im Skisprung-Continental-Cup.
Bei den Nordischen Junioren-Skiweltmeisterschaften 2009 in Štrbské Pleso sprang er auf Rang 52 im Einzelspringen. Im März gewann Saapunki in Lahti das Junioren-Springen. Weni später gewann er in den beiden Continental-Cup-Springen in Kuusamo seine ersten Continental-Cup-Punkte. Bei den Nordischen Junioren-Skiweltmeisterschaften 2010 in Hinterzarten sprang Saapunki im Einzel von der Normalschanze auf den 39. Platz. Im Teamspringen verpasste er mit seinen Mannschaftskollegen eine Medaille nur knapp und wurde Vierter.
In der Folge gelang es Saapunki im Continental Cup nur noch einmal, Punkte zu gewinnen. Seine internationale Karriere beendete er im August 2008 mit drei Springen im Rahmen des FIS-Cup und des Continental Cup in Kuopio. Am 15. September 2012 nahm er noch einmal an den Finnischen Meisterschaften im Skispringen in Lahti teil und gewann dabei mit der Mannschaft seinen ersten und einzigen Finnischen Meistertitel.

## Erfolge

### Continental-Cup-Platzierungen
| Saison  | Platz | Punkte |
| ------- | ----- | ------ |
| 2008/09 | 132.  | 13     |
| 2009/10 | 143.  | 01     |